# Niżnia Nowa Przełęcz
Niżnia Nowa Przełęcz (ok. 1830 m) – szeroka i średnio głęboka przełęcz w zachodniej części słowackich Tatr Bielskich, w grani Kominów Zdziarskich  pomiędzy Nowym Kopiniakiem (ok. 1995 m) a Nowym Zębem (ok. 1830 m). Ma dwa siodła oddalone od siebie o kilkadziesiąt metrów. Oddziela je zarośnięta kosodrzewiną kopka. Nad północnym siodłem wznosi się Nowy Ząb tkwiący w potężnym masywie Nowej Baszty, za południowym siodłem opada uskokiem Nowy Kopiniak. Na wschodnią stronę do Doliny Hawraniej z przełęczy opada pionowa, częściowo przewieszona ściana o wysokości około 80 m. Znajduje się w niej duży okap. Na zachodnią stronę, do Nowej Doliny opada z przełęczy skalisto-trawiasta depresja.
Nazwę przełęczy nadał Władysław Cywiński w 4 tomie przewodnika Tatry. Pierwsze przejścia:
- granią od Niżniego Nowego Przechodu na szczyt Nowego Wierchu: Vladimir Tatarka i Martin Pršo 21 października 1987 r. Pierwszą znajdującą się za przełęczą Nową Turniczkę obeszli po prawej stronie, pozostałe przeszli ściśle granią (II, w jednym miejscu III w skali tatrzańskiej). Istnieje możliwość zejścia ze środkowej części grani Nowych Turniczek trudnym żlebkiem do perci poniżej ścian turniczek, przejścia nią kawałek i potem powrotu na grań tuż po północnej stronie najwyższego jej punktu,
- pierwsze (prawdopodobnie) wejście turystyczne z Nowej Doliny na Niżnią Nową Przełęcz (0): W. Cywiński i Jan Gąsienica-Rój, 6 listopada 1994 r.[1]

Niżnia Nowa Przełęcz jest jednym z nielicznych miejsc w grani Kominów Zdziarskich, na które można wejść bez większych trudności.